# Michael Devine
Michael James "Mickey" Devine, també conegut com a Red Mickey, (Derry, 26 de maig de 1954 - presó de Maze, 20 d'agost de 1981) va ser un activista polític irlandès, militant de l'Exèrcit d'Alliberament Nacional Irlandès (INLA). Va ser l'últim vaguista mort a la presó durant la vaga de fam irlandesa de 1981.

## Trajectòria

### Orígens
Devine, també conegut com a Red Mickey pel seu cabell pèl-roig, va néixer en una família del camp de Springtown, als afores de Derry, Irlanda del Nord. El 1960, quan tenia sis anys, la seva família, inclosa la seva àvia, la germana Margaret i els pares Patrick i Elizabeth, es van traslladar a una finca de Creggan, aleshores acabada de construir, al nord del centre de Derry. Devine es va educar a l'escola primària Holy Child i a l'escola secundària St. Joseph, totes dues a Creggan.
Després que soldats britànics matessin a trets a dos civils desarmats, Dessie Beattie i Raymond Cusack, Devine es va unir a la branca James Connolly dels clubs republicans a Derry el juliol de 1971. El Diumenge Sagnant de 1972 li va causar un profund impacte. A principis de la dècada de 1970, es va unir al Partit Laborista irlandès i als Joves Socialistes.

### Militància a l'INLA i vaga de fam
L'any 1974 va ajudar a fundar l'Exèrcit d'Alliberament Nacional Irlandès (INLA). El 20 de setembre de 1976, després d'un atac amb armes al comtat de Donegal de la República d'Irlanda, Devine va ser arrestat a Lifford, comtat de Donegal, juntament amb Desmond Walmsley i John Cassidy. El van acusar de robatori de rifles, escopetes i possessió de 3.000 bals de munició. Per aquest motiu, el 20 de juliol de 1977 va ser condemnat i sentenciat a 12 anys de presó. Es va unir a la Protesta de les mantes abans de sumar-se a la vaga de fam.
L'any 1980 va participar en una breu vaga de fam, que va ser desconvocada sense víctimes mortals. Al següent any, el 22 de juny, es va unir a la vaga de fam de 1981 a la presó de Maze. Es va convertir en l'oficial dels presos de l'INLA que manava en el presidi quan el seu amic i company Patsy O'Hara va començar la vaga de fam. El 20 d'agost de 1981, després de 60 dies de vaga de fam, va morir a la presó. Devine va ser el desè i l'últim dels vaguistes de fam en morir. El funeral es va organitzar dos dies més tard, el 22 d'agost de 1981, a la seva ciutat natal de Derry, i se'l va enterrar en una tomba al costat de Patsy O'Hara, que havia mort tres mesos abans. Després del rèquiem ofert a la capella de Santa Maria, la tomba es va traslladar en comitiva pels carrers des de casa de la germana de Devine, a Rathkeele Way, fins al cementiri.